# الکساندرا اندرسن
الکساندرا گملمسهاگ اندرسن (به نروژی: Alexandra Gamlemshaug Andresen) (زادهٔ ۲۳ ژوئیهٔ ۱۹۹۶ میلادی) یک بازرگان زن اهل کشور نروژ است. وی در سن ۱۹ سالگی به عنوان جوانترین میلیاردر دنیا در سال ۲۰۱۶ شناخته شد.و برای سومین سال پی در پی در فهرست مجلهٔ فوربز ردهٔ نخست را به خود اختصاص داد. در مارس ۲۰۱۹ اندرسن جایگاه دومین میلیاردر جوان را با سرمایه خالص ۱٫۴ بیلیون دلار آمریکا (معادل £ ۱٫۰۴۸ بیلیون) را از آن خود کرد.

## پیشه
الکساندرا اندرسن دارای چندین جایزه و عنوان در رشتهٔ سوارکاری درساژ است؛ و همچنین کار مدلنیگ لباس‌های سوارکاری شرکت کینگزلند را نیز انجام داده‌است.